# La Raza Unida
Ne doit pas être confondu avec National Council of La Raza.
La Raza Unida ou Partido nacional La Raza Unida (en anglais Raza Unida Party) est un parti politique américain fondé le 17 janvier 1970. La Raza Unida est un parti politique ethnique chicano qui revendique de meilleures conditions d'emploi, d'études et de logements pour les Américains d'origine mexicaine.

## Histoire
La Raza Unida est fondée par d'anciens membres de la MAYO (Mexican American Youth Organization), une organisation de jeunesse chicano, qui souhaitaient se constituer en parti. José Ángel Gutiérrez et Mario Compean sont les deux principaux fondateurs du parti.
Le parti est principalement actif dans les années 1970 au Texas où les chicanos habitent en nombre mais ne détiennent aucun pouvoir.
En 1970, le parti obtient la majorité aux conseils municipaux de Crystal City et Cotulla. D'autres candidats du parti sont élus dans le Sud de l'État. Le parti s'implante en dehors du Texas, principalement en Californie et au Colorado. Le premier congrès du parti a lieu en septembre 1972 où se retrouvent environ 1 500 militants.
En 1972, La Raza Unida présente un ticket (Ramsey Muñiz, né en 1942 à Corpus Christi et Alma Canales, née en 1948 à Edinburg) à l'élection du gouverneur de l'État du Texas. Muñiz est battu mais obtient 6 % des voix (214 149). Au Colorado, le parti présente la candidature de Secundion Salazar au poste de sénateur. Il recueille 1,4 % des voix.
Le sénateur démocrate Raúl Grijalva était un dirigeant du parti Raza Unida en Arizona. Selon l'histoire du parti par Armando Navarro, Raúl Grijalva était si militant, qu'il s'est aliéné certains membres de la communauté mexicano-américaine de Tucson. Après avoir perdu sa première candidature à une fonction élective, en 1972, pour un siège au conseil scolaire, Raúl Grijalva a commencé à cultiver une image moins radicale.
En 1974, Muñiz se représente pour devenir gouverneur mais son score est plus faible (190 000 voix). Aucun des 16 candidats aux élections à la Chambre des représentants du Texas ne sont élus mais dans le Sud du Texas, La Raza Unida renforce ses positions.
En juillet 1976, Muñiz est arrêté pour trafic de drogue et condamné à 15 ans de prison. En 1977, le parti perd la majorité au conseil municipal de Crystal City et en 1978, Mario Compean n'obtient que 15 000 voix à l'élection de gouverneur, moins de 1 % des voix. Le parti perd ainsi le droit aux fonds de l'État et peu à peu de son importance politique.